# Специализированные газообразователи
Специализированные алюминиевые газообразователи (СГО) — алюминиевые газообразователи, разработанные специально для производства газобетона. Отличаются пониженным пылением и гидрофильностью. Существуют СГО, произведённые сухим способом, и СГО на водной основе.

## История
Использование ПАП (пудр пигментных алюминиевых), как газообразователей при производстве газобетона, имеет более чем столетнюю историю. Однако уже к середине XX века европейские производители алюминиевых пудр и порошков стали выпускать газообразователи, которые имели ряд преимуществ.
При этом ПАП теряют свои позиции на современном рынке. Характеристики предлагаемых на рынке СГО полностью соответствуют требованиям производителей газобетона. Другие потребители ПАП (производство лакокрасочной продукции, металлургия, производство огнеупоров) ещё раньше начали применять специализированные материалы.
В паспортных характеристиках газообразователей должны содержаться отличительные параметры. В первую очередь специализированные газообразователи делятся по степени связанности на пасты (крупные гранулы с высокой степенью связанности, практически не пылящие) и пудры (средние и мелкие гранулы со слабой связанностью, с остаточным пылением разной степени). Термин «паста» не соответствует консистенции продукта, а указывает на высокую связанность внутри каждой отдельной гранулы. Термин «пудра» исторически оправдан, но также неточен, поэтому предлагается ввести более верное определение — газообразователи с несвязанной структурой. Для любого из этих продуктов обязательно должны быть определены кинетика газовыделения (2–8–16–30 мин), содержание активного Al (%), гранулометрический состав (Dср) и смачиваемость. В дополнение к этому в инструкции по применению необходимо указывать
степень пыления, время, в течение которого ГО снижает активность на 10%, живучесть активной суспензии при заданных условиях.
Начиная с 2000 года, в России сформировалась основная группа разработчиков и поставщиков СГО: Eckart (Германия), Schlenk (Германия), Benda-Lutz (Австрия) и НСК-ТЕК (Россия).